# 薩緬托山

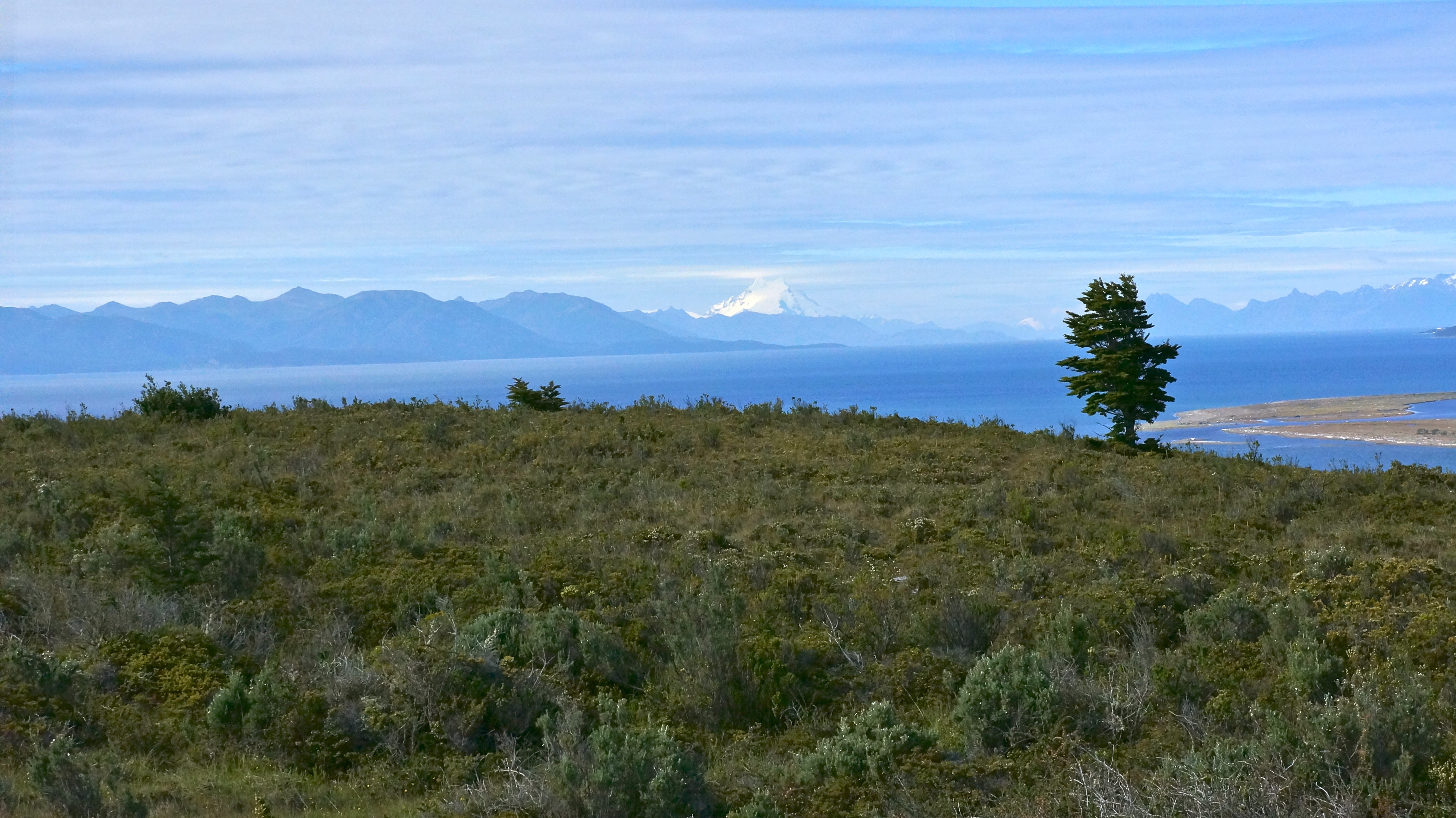

54°27′S 70°50′W / 54.450°S 70.833°W
薩緬托山（西班牙語：Monte Sarmiento）是智利的山峰，位於該國南部麥哲倫-智利南極大區，屬於安第斯山脈的一部分，距離首都聖地牙哥2,300公里，海拔高度2,246米，人類在1956年首次登頂。

## 外部連結
- Jack Miller, "Exploring America's Southern Tip", American Alpine Journal, 1967, p. 326-333. Available at AAJ Online[]
- Earth Info, earth-info.nga.mil webpage （页面存档备份，存于）
- https://web.archive.org/web/20050812023000/
- http://earth-info.nga.mil/gns/html/cntry_files.html （页面存档备份，存于）
- https://www.imdb.com/title/tt0466786/ （页面存档备份，存于）